# Dasatinib
Le dasatinib est un médicament anticancéreux (voie orale) commercialisé par Bristol-Myers Squibb sous le nom de Sprycel. 

## Mode d'action
Le dasatinib est un multi-inhibiteur de tyrosine kinase (BCR-Abl et famille Src principalement) de type I, c'est-à-dire qu'il se loge dans le site actif de la kinase en compétition avec l'ATP sans toutefois déplacer la boucle DFG. Le groupement 2-chloro-6-méthylphényle se loge dans la poche hydrophobe, les azotes de l'aminothiazole établissent des liaisons hydrogène avec les acides aminés de la région charnièrne de la protéine.   
Les autres molécules ayant le même type d'action sont l'imatinib et le nilotinib.

## Indications
Le dasatinib est indiqué pour traiter la leucémie myéloïde chronique, accélérée ou blastique en cas de résistance ou d'intolérance à un traitement antérieur incluant l'imatinib mésilate. Il est plus efficace que ce dernier et agit plus rapidement. Le dasatinib est aussi indiqué chez l'adulte dans le traitement de la leucémie aigüe lymphoblastique à chromosome de philadelphie et de la leucémie myéloïde en phase blastique lymphoïde en cas de résistance ou intolérance à un traitement antérieur. Il est en cours de test dans plusieurs tumeurs solides.
Le 6 septembre 2018, le dasatinib a obtenu une nouvelle autorisation de mise sur le marché (AMM) européenne chez les patients pédiatriques atteints de  leucémie myéloïde chronique à chromosome Philadelphie (LMC Ph+) en phase chronique (LMC Ph+ PC) nouvellement diagnostiquée ou LMC Ph+ PC en cas de résistance ou d’intolérance à un traitement antérieur incluant l'imatinib.

## Effets indésirables fréquents
- perte ou prise de poids
- insuffisance cardiaque congestive, dysfonctionnement cardiaque, épanchement péricardique, arythmie dont tachycardie, palpitations.
- neutropénie fébrile, pancytopénie.
- trouble visuel.
- hémorragie du système nerveux central, étourdissement, dysgeusie, somnolence.
- acouphènes, vertiges.
- œdème pulmonaire, infiltration pulmonaire[5], pneumonie, épanchements pleuraux[6].
- colite, gastrite, dyspepsie, constipation, distension abdominale, troubles des tissus mous et de la bouche.
- alopécie, acné, sécheresse cutanée, urticaire, hyperhidrose.
- inflammation musculaire.
- troubles de l'appétit.
- pneumonie, infection/inflammations des voies respiratoires hautes, infection virale herpétique, entérocolite, en particulier par réactivation du cytomégalovirus[7].
- contusion.
- flush.
- œdème généralisé, douleur dans la poitrine, frisson,
- dépression, insomnie.
- hypertension artérielle pulmonaire[8] habituellement régressif à l'arrêt du traitement[9].